# بورشيا دووبلدي
بورشيا دووبلدي (بالإنجليزية: Portia Doubleday)‏ هي ممثلة أمريكية من مواليد 22 يونيو، 1988. هي معروفة بدور «شيني صاندرز» في فيلم الشباب في الثورة، كما ظهرت في بيغ ماما: الإبن سر أبيه (2011) وفي فيلم الرعب كاري (2013).
ولدت في لوس أنجلوس بكاليفورنيا لعائلة فنية. والديها ممثلين سابقين وأختها كايتلين هي الآخرى ممثلة. ارتادت بورشيا مركز لوس أنجلوس للدراسات الغنية.

## أعمالها
| سنة  | عنوان                             | دور             | ملاحظات     |
| ---- | --------------------------------- | --------------- | ----------- |
| 1997 | Legend of the Mummy               | مارغريت الصغيرة | أول دور لها |
| 2009 | 18                                | بيكي            | فيلم قصير   |
| 2009 | Youth in Revolt                   | شيني صاندرز     |             |
| 2010 | In Between Days                   | ليندلي          | قصير        |
| 2010 | Almost Kings                      | ليزي            |             |
| 2011 | Big Mommas: Like Father, Like Son | جاسمين لي       |             |
| 2012 | K-11                              | بترفلاي         |             |
| 2012 | Howard Cantour                    |                 | فيلم قصير   |
| 2013 | Carrie                            | كريس هارجنسين   |             |
| 2013 | Her                               | إيزابيلا        |             |

| سنة            | عنوان        | دور    | ملاحظات |
| -------------- | ------------ | ------ | ------- |
| 2011           | Mr. Sunshine | هيذر   |         |
| 2015- حتي الان | Mr.Robot     | انجيلا |         |

## روابط خارجية
- بورشيا دووبلدي على موقع IMDb (الإنجليزية)
- بورشيا دووبلدي على موقع روتن توميتوز (الإنجليزية)
- بورشيا دووبلدي على موقع قاعدة بيانات الأفلام العربية
- بورشيا دووبلدي على موقع ألو سيني (الفرنسية)
- بورشيا دووبلدي على موقع أول موفي (الإنجليزية)
- بورشيا دووبلدي على موقع بوكس أوفيس موجو (الإنجليزية)
- بورشيا دووبلدي على موقع قاعدة بيانات الأفلام السويدية (السويدية)
- بورشيا دووبلدي على موقع قاعدة بيانات الفيلم (الإنجليزية)
- بورشيا دووبلدي على موقع كينوبويسك (الروسية)